# Nycticalanthus speciosus
Nycticalanthus speciosus là một loài thực vật có hoa trong họ Cửu lý hương. Loài này được Ducke mô tả khoa học đầu tiên năm 1932.